# Kim Possible (personaggio)
Kimberly Anne "Kim" Possible è un personaggio immaginario protagonista della serie televisiva d'animazione statunitense Kim Possible.
È doppiata in originale da Christy Carlson Romano e in italiano da Valentina Mari.
Kim è una liceale che svolge l'attività parallela di eroina ed agente segreta freelance. Sua peculiare caratteristica è il non possedere una identità segreta; difatti tutti i suoi amici, conoscenti, familiari e compagni di scuola, così come anche i suoi nemici, sono perfettamente a conoscenza della sua attività; fatto che tuttavia non sembra costituire minimamente un problema nel corso della serie, dal momento che la giovane conduce una vita relativamente normale, è una studentessa brillante, estremamente popolare e leader della squadra di cheerleader locali.
Il suo nome è un gioco di parole con l'aggettivo Impossible (impossibile) e il suo nome, che spezzato e privato della lettera iniziale diviene (K)im Possible.

## Caratteristiche

### Personalità
Kim ha un carattere molto sicuro di sé ed una personalità provocatoria e quasi aggressiva, caratteristiche che riflettono il suo motto: «posso fare tutto». Nonostante ciò ha una grande bontà d'animo, è molto protettiva verso gli altri ed estremamente gentile, estroversa, dolce e generosa, tanto da curarsi più del bene altrui che del proprio. Talvolta risulta essere arrogante e ipercompetitiva, per via di certe insicurezze che la portano a prefiggersi sempre il massimo in tutto ciò che fa e crollare psicologicamente qualora non riesca a raggiungerlo. Tende anche a essere troppo autoritaria, ma non lo fa volutamente.
Nonostante sia un'eroina mondiale, Kim presenta nel suo carattere tratti tipicamente da ragazzina e spesso infantili: tende a sentirsi in imbarazzo per le azioni dei genitori, ha svariate paranoie sul proprio aspetto, ha problemi nell'organizzazione delle proprie attività o nella gestione delle proprie risorse economiche, si vergogna del fatto di collezionare pupazzi e di non riuscire a dormire senza stringere il suo preferito, tanto da negarlo in pubblico, è vittima dell'Influenza sociale, si infatua facilmente dei ragazzi e tiene alle apparenze in maniera eccessiva. Sebbene, crescendo, divenga via-via più matura, apparendo, già dalla terza stagione, molto più adulta nell'agire e nel giudicare.
A causa del suo, talvolta eccessivo, perfezionismo, Kim diviene spesso frustrata, ansiosa, impaziente, insicura e nervosa quando qualcosa non le riesce e dimostra delle mancanze e fragilità interiori che vengono controbilanciate spesso e volentieri da Ron. Quando eccede nel suo infantilismo diviene spesso speculare a Bonnie Rockwaller e riflettendosi in lei comprende i suoi errori. Nonostante la sua personalità sia spesso dominante Kim dimostra di non essere estranea all'umiltà qualora necessario.
Kim dimostra inoltre di avere difetti caratteriali quasi comici su cui si basano parecchie gag ricorrenti della serie; come ad esempio la totale incapacità di dire "no" ad una qualunque tipologia di richiesta, o il non riuscire ad esprimersi in modo coerente di fronte ad un ragazzo che le piace.
Normalmente Kim si dimostra parecchio responsabile e seria, ma in certe occasioni diviene testarda ed immatura al punto da pretendere qualcosa a tutti i costi, in tali circostanze fa generalmente ricorso a quella che Ron ha battezzato «faccia da cucciolo» (puppy-dog pout), ovvero un tenero broncio a cui, gag ricorrente, nessun altro personaggio riesce a rifiutare anche la più assurda pretesa, nemmeno Shego.
Sebbene vada molto fiera della sua attività di eroina, qualora qualcuno le faccia notare l'aver compiuto una qualche impresa grandiosa o epica, essa smentisce tutto con la sua frase tipica: «Niente di che!» ("No Big!").
I suoi colori preferiti sono il rosa e il bianco.
A differenza degli altri personaggi della serie tuttavia varia molto il proprio modo di vestire sfoggiando un'ampia gamma di look dai colori diversi di episodio in episodio, sebbene mostri una preferenza per capi dai colori chiari o pastello.
Nelle prime stagioni durante le missioni indossa una maglia aderente nera e dei pantaloni oversize color verde militare. Tale look verrà rimpiazzato nelle stagioni successive da una tuta intera super aderente completamente bianca con inserti celesti e funzionalità ad alta tecnologia.

### Aspetto fisico
Kim è una ragazza affascinante, alta, slanciata e agile, con un paio di grandi ed attraenti occhi verdi e dei lunghi capelli rossi che le ricadono sulle spalle e, visti da dietro, formano un cuore stilizzato. Le labbra superiori sono molto marcate. Il design del viso è arrotondato e morbido, ragion per cui in netto contrasto con i tratti spigolosi che disegnano il corpo e che contribuiscono a dare all'immagine della ragazza forza e sensualità. La sua carnagione è di media tonalità tra il rosso-arancio ed un color pesca.
Durante la serie Kim mostra una vasta gamma di pettinature differenti: quali trecce, codini, code di cavallo e code bassa. Non è raro poi che, ad esempio per compiere una infiltrazione, si serva anche di parrucche.
Indossa una mezza maglietta che le mette in mostra la pancia.
Da bambina aveva le lentiggini.

## Biografia del personaggio

### Antefatti
Kim Possible nasce a Middleton, il 25 maggio, 17 anni prima dell'inizio della serie, da James e Ann Possible, rispettivamente un ingegnere aerospaziale e una neurochirurga. È la primogenita nonché unica femmina della coppia, che in seguito ha avuto i gemelli Jim e Tim, geni della meccanica. Non smentendo la sua parentela, crescendo Kim si dimostra molto più intelligente della media ed estremamente portata per l'autodidassi delle arti marziali, che apprende prima dei quattro anni.
Al primo giorno d'asilo conosce Ron Stoppable, che salva da un gruppo di bulli, evento che dà vita a un solido rapporto e una tenera amicizia tra i due, che in seguito diventano inseparabili. Dapprima timida e insicura, la vicinanza del goffo ma disinibito Ron rende Kim sempre più sicura di sé, fino a formare in lei il carattere conosciuto a inizio serie.
Non è chiarito come abbia fatto esattamente conoscenza con Wade, ma il loro incontro è avvenuto comunque in tenera età. All'incirca a dodici anni Kim entra nelle cheerleader, e di lì a poco ne diviene il capo scalzando Bonnie Rockwaller, che occupava precedentemente tale posizione; ciò dà inizio alla rivalità tra le due.
La svolta nella vita della ragazza avviene quando, a quattordici anni, desiderosa di divenire economicamente autosufficiente decide di fare la babysitter. Grazie all'aiuto di Wade crea dunque un suo sito internet a tiratura internazionale: "KimPossible.com", su cui scrive, per pubblicità, di poter fare tutto, riferendosi però ai soliti lavori per adolescenti.

### Nella serie
Sfortunatamente, o fortunatamente a seconda dei punti di vista, Mr. McHenry, manager di una grossa compagnia per lo sviluppo tecnologico con dei grossi problemi derivati dall'avaria di un raggio laser di sua creazione, la prende in parola e chiede urgentemente il suo aiuto. L'uomo aveva in realtà intenzione di chiamare il Team Impossible, un popolare gruppo di eroi americani, ma sbaglia indirizzo web. Ad ogni modo Kim risolve il problema, salva il magnate e ripara il laser, evitando dunque perfino i danni economici a McHenry che, entusiasta, parla di lei a tutti i suoi amici e soci in affari. In breve la popolarità di Kim cresce oltre i confini della nazione e comincia così a venire contattata sempre più di frequente da mezzo mondo per risolvere problemi politici, economici e simili.
In questo modo, la ragazza si costruisce la doppia vita di cui va estremamente fiera e su cui si basa la serie, ma nonostante ciò, la sua vita rimase, entro certi limiti, quella di una ragazza normalissima, frequentando il liceo, allenadosi con le cheerleader, ed affrontando gli alti e bassi dell'adolescenza assieme agli amici Ron e Monique.

Nel corso delle sue missioni, Kim conosce ed aiuta svariate persone con cui rimane in contatto, costruendosi una rete mondiale di conoscenti ai quali chiede poi passaggi o favori particolari al presentarsi della necessità.
Ma al contempo si fa anche parecchi nemici, primo fra tutti il Dottor Drakken, imbranato ma geniale scienziato pazzo che, con la sua assistente super sofisticata, Shego, l'affronta in molteplici occasioni; ricorrenti nelle avventure della ragazza sono anche il golfista folle Duff Killigan, i miliardari Señor Senior, dediti al male per hobby, Lord Monkey Fist, nobile inglese ossessionato dal Tai-Sheng-Pek-Quar e molti altri.

### Epilogo
Nonostante le avversità e le innumerevoli battaglie Kim riesce a superare ogni ostacolo ed arriva addirittura a salvare il mondo dagli alieni Warmonga e Warhok, diplomarsi, e, a seguito di una lunga serie di delusioni sentimentali, trova anche il vero amore nell'amico di sempre Ron Stoppable a partire dalla quarta stagione.
Come viene rivelato dagli autori in un'intervista, in seguito, Kim e Ron frequentano lo stesso college e diventano entrambi agenti della Giustizia Globale mantenendo la loro relazione.

## Abilità
Come recita il suo motto, nonché idea trainante della serie, Kim dimostra di essere estremamente dotata in qualsiasi cosa faccia, ed obbiettivamente non c'è nulla nel corso della serie che essa non sia riuscita a fare.
Come tutti i membri della famiglia Possible, Kim dimostra di possedere un quoziente intellettivo molto al di sopra dell'ordinario, cosa che le conferisce una capacità d'apprendimento pressoché immediata, dal punto di vista sia scientifico che linguistico; Kim parla infatti fluentemente un'imprecisata quantità di lingue, tra cui vi sono per certo lo spagnolo, il francese, il giapponese, il tedesco e il russo, molti dei quali appresi nel corso dei suoi viaggi. È un'esperta stratega ed una leader straordinaria dotata peraltro di incredibili capacità coordinative, sa perfettamente adattarsi a qualunque situazione anche qualora degeneri nel caos; dimostra più volte di possedere un innato spirito d'iniziativa ed improvvisazione che spesso la toglie dai guai senza che debba combattere. È molto diplomatica e indubbiamente brava nel convincere le persone a fare ciò che vuole. Le incredibili capacità d'apprendimento le hanno inoltre permesso di apprendere numerose discipline sportive quali l'arrampicata, il canottaggio e lo sci. Oltre che la guida di qualsiasi tipo di vettura tra cui anche elicotteri, navi e shuttle.
Nonostante tutto ciò è il membro meno intelligente della famiglia Possible.
L'abilità più evidente di Kim è tuttavia la straordinaria atleticità: Kim è una ginnasta provetta capace di muoversi ad una velocità tale da evitare i colpi di arma laser, i proiettili e qualsivoglia altro tipo di attacco rivoltole contro. L'agilità e la prontezza di riflessi della ragazza ha tanto dell'eccezionale da poter essere considerata praticamente il vertice della capacità umana. Kim è in grado di compiere balzi dall'altezza molto superiore ai due metri, di muoversi a mezz'aria e di replicare correttamente i movimenti altrui oltre che di anticipare quelli avversari. Data la grande quantità di movimenti compiuti nei combattimenti e la velocità con cui li pratica in proporzione al lasso di tempo che dura l'azione, pare essere anche estremamente resistente alla fatica; difatti difficilmente tira il fiato anche in seguito a battaglie di lunga durata.
Sebbene tenda prettamente a difendersi e schivare gli attacchi, Kim è straordinariamente dotata anche nel combattimento corpo a corpo e nella lotta in generale; per sua stessa ammissione conosce infatti 16 tipi diversi di Kung Fu e svariate altre discipline marziali; tra cui la lotta greco romana e il Tai Chi. Il kung fu più praticato dalla ragazza resta comunque lo stile della mantide, che dimostra di saper sfruttare per combattere anche più di un avversario alla volta e senza guardarsi alle spalle. L'abilità di Kim è tale da poter affrontare tranquillamente anche avversari di età più matura, di maggiore esperienza o dotati di superpoteri (ad esempio Shego) oltre che dalla massa muscolare decisamente maggiore alla sua (come Sumo Ninja) sfruttando la loro prestanza a suo vantaggio. Kim difficilmente perde un combattimento corpo a corpo e l'unica avversaria che tenga il suo passo è Shego.
Caratteristica non indifferente dello stile di combattimento del personaggio è l'averlo appreso da autodidatta, senza bisogno di un maestro, e a soli quattro anni d'età.
Ha inoltre un talento innato per il canto.

### Equipaggiamento
Normalmente fa uso inoltre di gadget tecnologici fornitile da Wade a seconda dell'occasione e di un computer portatile dalle dimensioni di un palmare e funzionante come una sorta di walkie-talkie chiamato in suo onore Kimmunicator (parola macedonia tra Kim e comunicator). Tale oggetto quando è attivo emette un suono simile a una sveglia che ricalca il motivo musicale della sigla d'apertura. Oltre a tutto ciò ha diverse tute da combattimento o da infiltrazione che le facilitano i movimenti e l'aiutano nelle sue imprese.

## Altre versioni
- Durante la seconda parte dell'episodio speciale Viaggio nel tempo (A Sitch in Time) viene presentata la versione infantile di Kim, il design del personaggio viene arrotondato anche nelle forme del corpo oltre che del viso e molto semplificato per rappresentarne l'età di 5 anni. la forma del naso è meno appuntita e la differenza tra labbra superiori e inferiori meno marcata. Inoltre questa versione del personaggio presenta le lentiggini e i capelli più chiari e corti, raccolti in due codini alti.
Tale versione del personaggio è doppiata in originale da Dakota Fanning.
- Durante la seconda parte dell'episodio speciale Viaggio nel tempo (A Sitch in Time) viene presentata la versione preadolescenziale di Kim, il design del personaggio è più esile ma comunque spigoloso nelle forme del corpo e tondo nelle forme del viso; tuttavia le curve dei fianchi e del petto sono livellate al fine di rappresentarne l'età pre-puberale. il viso del personaggio è pressoché invariato, salvo che per l'apparecchio dentale e i capelli raccolti in una coda di cavallo alta.
- Nel DVD della seconda stagione, in un contenuto extra dell'episodio speciale Viaggio nel tempo (A Sitch in Time) viene presentata la versione futura di Kim, della quale non viene detto molto, ma si presenta come quarantenne e impegnata ancora nella lotta al crimine come nuova direttrice della Giustizia Globale. Inoltre indossa una divisa quasi militare e porta una benda sull'occhio destro (omaggio a Nick Fury).

## Relazioni con gli altri personaggi

### Rapporti con la famiglia
- James Timothy Possible: È il padre di Kim. Il rapporto tra i due è estremamente intimo e confidenziale[19], James tratta la figlia da ragazza matura e si fida molto di lei, ma a prescindere da ciò pensa ancora a lei come alla sua piccola Kimmy (Kimmy-Cub) e spesso non si rende conto quando la mette in imbarazzo[6]. D'altronde Kim ha talmente tanta stima di lui da non farglielo quasi mai notare.
- Ann Possible: È la madre di Kim. Il rapporto tra le due è meno intimo di quello che Kim condivide col padre, ma nonostante ciò è più frequente che la ragazza si rivolga a lei per risolvere i problemi tipici dell'adolescenza che Ann comprende meglio[18]. Le due hanno svariate discussioni madre-figlia che permettono a Kim di comprendere meglio i suoi sentimenti.
- Tim e Jim Possible: Sono i fratelli minori di Kim. Spesso la protagonista si rivolge a loro chiamandoli semplicemente "mocciosi". Il rapporto tra di loro è una sopportazione reciproca, spesso e volentieri Kim li trova infantili[17] e imbarazzanti[20], ed è indispettita dal loro atteggiamento da pesti. Nonostante ciò vuole molto bene ai fratellini e fa di tutto per proteggerli[17].

### Rapporti di rivalità
- Dottor Drakken: È l'arcinemico per eccellenza di Kim. Nonostante dichiari espressamente di odiarla e lei, del canto suo, faccia tutto ciò che può per ferire il titanico ego dell'uomo, il loro rapporto sembra costruito più sugli insulti che sull'odio, fatto derivato dal carattere per nulla malvagio di Drakken. L'intera famiglia Possible tratta lo scienziato pazzo come un vecchio amico di famiglia, e in un episodio festeggiano addirittura il Natale assieme[21].
- Bonnie Rockwaller: Compagna di scuola di Kim nonché sua vice quale capo delle cheerleader. Le due condividono la tipica rivalità adolescenziale che le spinge a tentare di dimostrare a tutti i costi di essere l'una migliore dell'altra. Bonnie tratta Kim con sufficienza ed arroganza e la prende frequentemente in giro sul suo aspetto o sul suo guardaroba. Nonostante la rivalità tuttavia, si sono anche date una mano in alcune occasioni[22].
- Shego: La controparte malvagia di Kim nonché la sua maggior rivale. Nonostante il loro rapporto di odio reciproco, esse sono molto professionali nella loro rivalità ed il vicendevole senso dell'onore le porta a nutrire un certo rispetto l'una per l'altra[23]; sebbene i loro dialoghi somiglino spesso a quelli che la protagonista ha con Bonnie e la ragazza stessa affermi che «Bonnie è il male al liceo, Shego è il male nel mondo reale». L'antagonismo stilistico e caratteriale, a volte amichevole e a volte solenne, che contraddistingue le dinamiche tra i due personaggi, trae ispirazione secondo Steve Loter da Bugs Bunny e Daffy Duck, con l'intromissione di elementi femminili e narrativi provenienti dai personaggi di Catwoman, Poison Ivy e Harley Quinn, e dal mito di Minerva e Medusa. Le due hanno diverse cose in comune e in più episodi è stato insinuato che se non avessero scelto schieramenti diversi sarebbero potute essere amiche[24].

### Rapporti sentimentali
- Walter Nelson: Il primo amore di Kim, nello show è solo menzionato: è stato il ragazzo che essa ha baciato per la prima volta, anche se nel farlo rimasero incastrati per colpa dei loro apparecchi e dovettero quindi andare dal dentista accompagnati dalla madre di Ron[18].
- Señor Senior Jr.: Secondo il test sentimentale noto come Animalogia è l'anima gemella di Kim. Notizia che provoca il disgusto di lei[25].
- Brick Flagg: Compagno di scuola di Kim che, a causa di una serie di fraintendimenti finirà per credere che essa abbia una cotta per lui, sebbene in realtà non sia così. I due si chiariranno l'episodio stesso[26].
- Josh Mankey: Il principale interesse sentimentale di Kim nelle prime due stagioni, sebbene inizialmente Ron fosse geloso e disapprovasse quest'infatuazione dell'amica col tempo finirà per accettarla, tuttavia sarà Kim a capire che quella per Josh era solamente una cotta e deciderà dunque di lasciar perdere[27].
- Hirotaka: Studente giapponese venuto in America per uno scambio culturale, Kim dimostra subito interesse per lui, ma il ragazzo si dirà interessato solo al suo stile di combattimento ed avrà invece una relazione con Bonnie[13].
- Bobby Johnson: Viene menzionato da Kim ma non compare mai direttamente; è un ragazzo da cui sia Bonnie che Kim erano attratte, in seguito però, la ragazza dichiara di non sapere se le piacesse davvero o solo perché aveva chiesto di uscire prima a Bonnie[28].
- Eric il sintodrone: Un essere artificiale costruito dal Dottor Drakken per impedire a Kim di interferire con i suoi piani. L'intromissione di Eric tra Kim e Ron chiarirà quelli che sono i veri sentimenti reciprocamente provati dai due[18].
- Ron Stoppable: Il migliore amico di Kim dai tempi dell'asilo[11], nonché sua goffa e scapestrata spalla durante le missioni. I due ragazzi hanno un carattere quasi complementare opposto, dove uno dei due è debole e impacciato l'altro è invece naturalmente ferrato, perciò spesso hanno bisogno l'uno dell'altra per risolvere i loro problemi; più la serie va avanti più il loro rapporto cambia, tanto che, alla fine del lungometraggio La sfida finale, incominciano una relazione che dura per tutta la quarta stagione e che, il finale della serie chiarisce, più o meno esplicitamente, essere destinata a durare per sempre.

## Accoglienza
Sebbene fosse inizialmente orientata prevalentemente sul genere comico-avventuroso, la serie ha nel tempo sviluppato sempre di più l'aspetto romantico della narrazione, senza ovviamente minare la struttura narrativa inizialmente concepita. Già dalle prime stagioni i fan presero molto di buon grado il rapporto esistente tra Kim e Ron ed incominciarono a fare svariate congetture tramite fan-shipping, fan-fiction e artwork diffusi per la rete. Proprio questo genere di reazione da parte dei fan ha portato gli autori a decidere di muovere il rapporto tra i due protagonisti verso l'innamoramento; idea comunque già presa in considerazione fin dalla concezione della trama.